# Abderrezak Dahmani
Pour les articles homonymes, voir Dahmani (homonymie).
Abderrezak Dahmani est un footballeur international algérien né le 23 février 1964 à Alger. Il évoluait au poste d'attaquant.
Il compte 4 sélections en équipe nationale entre 1987 et 1996 en inscrivant un seul but.

## Palmarès
- Champion d'Algérie en 1998 avec l'USM El Harrach.
- Finaliste de la Coupe d'Algérie en 1988 avec le CR Belouizdad.
- Finaliste de la Coupe d'Algérie en 2000 avec le WA Tlemcen.